# Denis Fonvizin
Denis Ivanovich Fonvizin (em russo: Денис Иванович Фонвизин), (14 de Abril de 1744 - 12 de Dezembro de 1792) foi um dramaturgo do Iluminismo Russo, cujas peças de teatro ainda são encenadas nos dias de hoje. Os seus trabalhos mais conhecidos são duas comédias satíricas que escarnecem a baixa nobreza russa.

## Vida
Nascido em Moscovo numa família da baixa nobreza com origens livonianas, Denis Fonvizin recebeu uma boa educação na Universidade de Moscovo e começou a escrever e a traduzir muito cedo. Entrou no serviço civil e tornou-se secretário do conde Nikita Panin, um dos nobres mais prestigiados do reinado de Catarina, a Grande. Graças à protecção do conde, Denis pôde escrever peças de teatro com críticas sociais sem medo de ser preso e, no final da década de 1760, terminou a primeira das suas duas comédias mais conhecidas: "O Brigadeiro-General".
Sendo um homem abastado, Denis sempre foi mais um diletante do que um escritor profissional, apesar de se ter tornado conhecido nos círculos literários e intelectuais. Entre 1777 e 1778, viajou pelo estrangeiro com o objectivo de conhecer a faculdade de medicina de Montpellier. Descreveu a viagem no seu livro "Cartas de França", um dos exemplos mais elegantes de prosa da época, e aquele onde é mais visível a ambiguidade das elites russas durante o reinado de Catarina em relação aos franceses que eram odiados e, ao mesmo tempo, essenciais para o desenvolvimento da literatura russa.
Em 1782, foi publicada a segunda e aquela que é considerada a melhor comédia de Fonzini: "O Espelho", que lhe valeu o título de melhor dramaturgo russo da época. Os seus últimos anos de vida foram passados em sofrimento e viagens constantes ao estrangeiro para cuidar da sua saúde. Morreu em São Petersburgo em 1792.

## Trabalhos e Influência
A reputação de Fonvizin baseia-se sobretudo nas suas duas comédias, que são, sem dúvida, as peças de teatro mais conhecidas na Rússia antes da publicação de "A infelicidade de ter demasiado espírito" de Alexandr Griboiedov. Ambas estão escritas em prosa e seguem os padrões estilísticos da comédia clássica. Contudo, o principal modelo de Fonvizin não era Molière, mas sim Ludvig Holberg, um dramaturgo dinamarquês que lia em alemão e de quem tinha já traduzido algumas peças.
Ambas as comédias são peças de sátira social com o objectivo bem definido de criticar. "O Brigadeiro-General" é uma sátira contra a semi-educação francesa dos petits-maîtres. É muito divertida e, apesar de ser menos séria do que "O Espelho", está melhor construída. Mas "O Espelho", apesar de ser imperfeito na sua construção dramática, é um trabalho mais excepcional e é justamente considerada a sua obra-prima.
Em "O Espelho", a sátira está direccionada à rudeza e barbaridade brutas e egoístas da baixa nobreza pouca educada do campo. A personagem principal, Mitrofanushka, é o tipo de pessoa egoísta, bruta e vulgar que não possuiu qualquer bondade humana - nem a sua dedicada mãe recebe nada dele apesar do seu sofrimento. O diálogo entre estas personagens cruéis (ao contrário da linguagem afectada dos amantes e dos seus tios virtuosos) é muito realista e individualizado e todos são obras-primas da caracterização de personagens: um grande inicio para a grande galeria de personagens da ficção russa.
A grande prova da popularidade destas peças é o facto de várias das suas falas se terem tornado em provérbios da língua russa e vários autores (entre eles Alexander Pushkin) citarem muitas vezes estes trabalhos, ou pelo menos mencionam os nomes das personagens.